# トタルエナジーズ

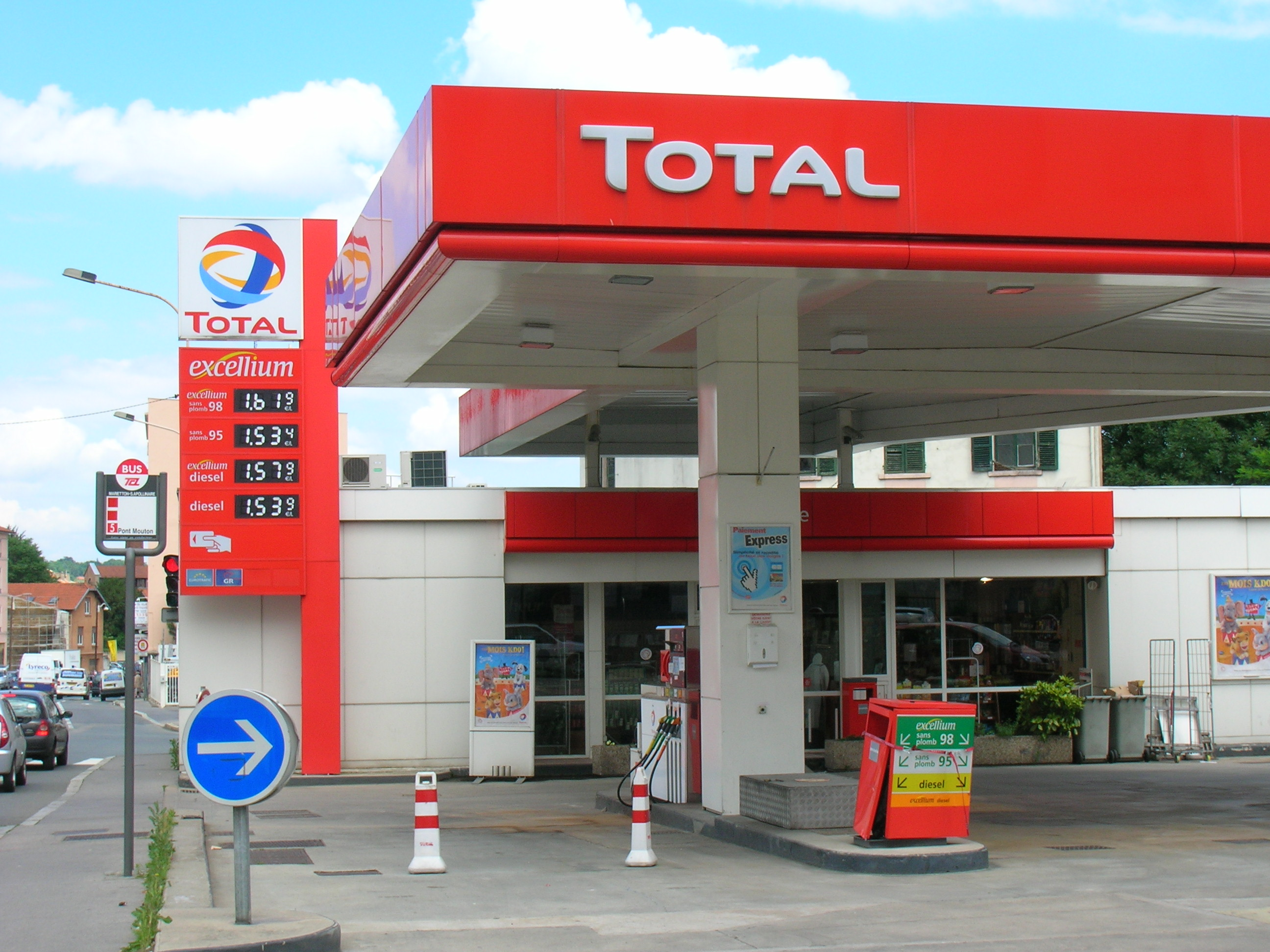
TOTALブランドのガソリンスタンド

トタルエナジーズ (仏: TotalEnergies SE) は、フランスのパリ近郊ラ・デファンスに本社を置く多国籍企業である。国際石油資本であり、スーパーメジャーの6社の内の一社である。石油化学の研究、開発では世界屈指である。世界42か国以上で原油や天然ガスの採掘を行い、世界30か所の製油プラントで精製、50か所に及ぶ生産拠点、150か国以上に販売拠点を持ち、世界17000か所のガソリンスタンドを展開している。商標はTOTAL（トタル）、 ELF（エルフ）。ユーロネクスト・パリ、ニューヨーク証券取引所上場企業（Euronext: TTE 、NYSE: TTE）。
潤滑油の分野では、モータースポーツに進出している自動車企業へのサポートや技術コンタクトを行っている。このため、エルフ、トタル、ペトロフィナ3社が合併する前のそれぞれのブランドは、自動車メーカーの推奨燃料、潤滑油の指定を受けていた。

## 沿革
1924年にフランス石油会社 (CFP,Compagnie Française des Pétroles) として設立された。第二次世界大戦後から1970年代まで、世界の石油の生産をほぼ独占状態に置いたセブン・シスターズに次ぐ8番目のフランス石油CFPとして、とくにフランス語圏で大きな力を発揮した。1970年代あたりからシトロエンのラリーカーを支援するようになった。
1985年6月21日にトタルフランス石油に改名した。この頃から全日本ツーリングカー選手権（JTC）に参戦していたカルソニック・スカイラインや、F1のウィリアムズ、ルノーのスポンサーをつとめるようになった。
1991年6月26日にトタルに社名変更した。1999年にベルギーのペトロフィナの経営権を取得・統合し、トタルフィナとなった。
2000年にはフランスのエルフ・アキテーヌを吸収した。統合当初の社名はトタルフィナエルフ (Total Fina Elf) だったが、2003年に社名をトタルに戻した。以後、スマートグリッドへの投資を積極的に展開している。
この間、1995年からジョーダン・グランプリのスポンサーとしてトタルが活動していた一方で、1997～2000年までエルフはF1での燃料供給はあったがスポンサーロゴは出さなくなった。2001年のベネトン（同チームの経営権を買収し、翌年からルノーチームとして活動）でエルフロゴが復活。その間に前述の社名変更があったが、2008年まではルノーエンジンを使用するチームの燃料供給はエルフ名義となっていた。
そして、2009年からはレッドブル・レーシングのスポンサー（トタル）を開始し、2010年から2013年まで4年連続でチャンピオンを獲得した。ただし、2016年で同社の燃料を使用していたチームが他社のメーカーに切り替えたこともあり、同年を以てトタルのF1の活動が終了する形となった。世界ラリー選手権（WRC）においてはシトロエンとセバスチャン・ローブによって8年連続で世界タイトルを獲得。また、インターコンチネンタル・ル・マン・カップではプジョー・908にて2011年度のタイトルを獲得するなど、世界選手権の3大タイトルを獲得している。2018年からはFIA 世界耐久選手権（WEC）に燃料を独占供給している。
再生可能エネルギー事業の関連では2011年4月、アメリカ合衆国の太陽光発電パネル事業者のサンパワーを買収、傘下とし、2016年5月、フランスの電池メーカーのサフトを買収、同年6月、ベルギーの電力事業者ランピリスを買収した。2022年からはWECに供給する燃料も100%再生可能燃料（Excellium Racing 100）に切り替えたほか、2025年はWRCのラリー1車両向けにも再生可能燃料を供給する。
2021年5月、総合エネルギー企業として石油依存を脱却する姿勢を明確にするため、社名をトタルエナジーズに変更した。

## 日本での展開
日本ではエンジンオイルのメーカーとしてビジネス展開しているのが有名である。日本で販売される同社のオイルは、基本的には海外の本社工場から輸入しているが、需要の多い製品など一部日本国内でライセンス生産しているものもある。
エルフ（elf）ブランドのエンジンオイルの輸入代理店は、ユニコ、エルフジャパンと経て、現在はトタルルブリカンツジャパンに、トタル（TOTAL）ブランドは大森商事からトタルルブリカンツジャパンに、フィナ（FINA)ブランドも以前はフィナジャパンが輸入し、現ルブテックが販売代理店であったが、合併後は同じくトタルルブリカンツジャパンが取り扱っている（FINA製品はベルギーのアルトベルデにある元FINAの工場で引き続き生産されている）。フィナは日本ではプレミアムブレンドとなっているために高価格設定を維持し、販売店も限定している。なおエルフのガソリン添加剤に関してはカーメイトの取り扱いとなっている。
トタルグループの化学部門はアトフィナグループで接着剤、樹脂、ゴム製品などの特性のあるポリマー関連の基礎化学を専門にしている。グループ会社のアトテックでは電解めっきに使う添加剤および無電解めっきの薬液を研究開発しており、アジア圏内では最大シェアを誇る。
エルフブランドのシューズは広島化成、ジャケット及びグローブはフラッグシップがライセンス生産している。